# Scotoecus
Scotoecus (Thomas, 1901) è un genere di pipistrelli della famiglia dei Vespertilionidi.

## Descrizione

### Dimensioni
Al genere Scotoecus appartengono pipistrelli di piccole dimensioni, con lunghezza della testa e del corpo tra 46 e 68 mm, la lunghezza dell'avambraccio tra 28 e 38 mm e la lunghezza della coda tra 28 e 40 mm.

### Caratteristiche craniche e dentarie
Il cranio è abbastanza ampio e presenta una scatola cranica schiacciata, con gli incavi nasali e palatali relativamente profondi. I canini superiori hanno un solco longitudinale sulla superficie anteriore, la quale è piatta. I premolari inferiori sono diversi tra loro. 
Sono caratterizzati dalla seguente formula dentaria:

### Aspetto
Esternamente molto simile al genere Nycticeius. La pelliccia è fine e setosa. Le parti dorsali possono essere brunastre, rossastre o grigio scure, mentre le parti ventrali variano notevolmente tra le varie specie. Il muso è largo e piatto. Le orecchie sono relativamente corte, mentre il trago è generalmente lungo e con l'estremità arrotondata. Le membrane alari sono attaccate posteriormente ai metatarsi e in Scotoecus albofuscus sono bianche e semi-trasparenti. La coda è lunga ed inclusa completamente nell'ampio uropatagio. Il pene è molto lungo.

## Distribuzione
Il genere è diffuso nell'Africa subsahariana e nel Subcontinente indiano.

## Tassonomia
Il genere comprende 3 specie. S.albigula e S.hindei, considerate specie distinte da alcuni autori sono attualmente considerate sottospecie di Scotoecus hirundo.
- Scotoecus albofuscus
- Scotoecus hirundo
- Scotoecus pallidus